# 대한민국 제18대 대통령 선거 울산광역시
이 문서는 대한민국 제18대 대통령 선거의 울산광역시 지역 개표 결과이다.

## 개표 결과

### 중구
|  | 62.62% |

|  | 36.99% |

|  | 0.19% |

|  | 0.10% |

|  | 0.05% |

|  | 0.02% |

### 남구
|  | 61.42% |

|  | 38.19% |

|  | 0.17% |

|  | 0.13% |

|  | 0.04% |

|  | 0.02% |

### 동구
|  | 55.15% |

|  | 44.33% |

|  | 0.24% |

|  | 0.14% |

|  | 0.07% |

|  | 0.03% |

### 북구
|  | 53.76% |

|  | 45.75% |

|  | 0.20% |

|  | 0.13% |

|  | 0.11% |

|  | 0.02% |

### 울주군
|  | 62.92% |

|  | 36.57% |

|  | 0.26% |

|  | 0.13% |

|  | 0.05% |

|  | 0.03% |

## 전체 결과
|  | 59.78% |

|  | 39.78% |

|  | 0.21% |

|  | 0.12% |

|  | 0.06% |

|  | 0.03% |

새누리당 박근혜 후보가 59.78%의 득표율을 기록하면서 울산광역시에서 승리를 거두었다. 보수정당의 울산광역시에서의 대선 연승 숫자는 4로 늘어났으며 4번의 선거에서 점진적으로 득표율이 증가한다는 징크스도 유지되었다.
민주통합당 문재인 후보는 39.78%의 득표율로 2위를 차지했다. 이로써 민주당계 정당 후보가 울산광역시에서 거둔 최고 득표율 수치를 경신했다.

### 주요 후보 결과
| 지역   | 박근혜  | 박근혜 | 문재인 | 문재인 |
| 지역   | 득표수  | 득표율 | 득표수 | 득표율 |
| ------ | ------- | ------ | ------ | ------ |
| 중구   | 90,238  | 62.62% | 53,304 | 36.99% |
| 남구   | 129,515 | 61.42% | 80,536 | 38.19% |
| 동구   | 58,969  | 55.15% | 47,401 | 44.33% |
| 북구   | 57,809  | 53.76% | 49,202 | 45.75% |
| 울주군 | 77,446  | 62.92% | 45,008 | 36.57% |

새누리당 박근혜 후보가 울산광역시 내 모든 지역에서 과반 이상의 득표율을 기록하면서 승리를 차지했다. 박근혜 후보는 시내 지역인 중구와 남구 그리고 군 지역인 울주군에서 모두 60% 이상의 득표율을 기록했으며 진보정당 지지세가 강한 동구와 북구에서도 각각 문재인 후보에 10%p, 8%p 격차를 벌리면서 완승을 거두었다.
민주통합당 문재인 후보는 전 지역에서 박근혜 후보에 패하며 2위를 차지했다. 그래도 동구와 북구에서는 득표율 40%를 달성하는 성과를 거두었다.

## 같이 보기
- 대한민국 제18대 대통령 선거